# Ozero Lesovo
Ozero Lesovo (ryska: Озеро Лесово) är en sjö i Belarus.   Den ligger i voblasten Vitsebsks voblast, i den norra delen av landet, 170 km norr om huvudstaden Minsk. Ozero Lesovo ligger 131 meter över havet. Arean är 0,65 kvadratkilometer. Den sträcker sig 2,2 kilometer i nord-sydlig riktning, och 0,8 kilometer i öst-västlig riktning.
Omgivningarna runt Ozero Lesovo är en mosaik av jordbruksmark och naturlig växtlighet. Runt Ozero Lesovo är det ganska glesbefolkat, med 48 invånare per kvadratkilometer.